# Đàn thảo đài to
Đàn thảo đài to (danh pháp khoa học: Elatine macrocalyx) là một loài thực vật có hoa trong họ Elatinaceae. Loài này được Albr. mô tả khoa học đầu tiên năm 2002.